# Ким Вон Иль
Ким Вон Иль (15 марта 1942, Корея) — корейский писатель. Автор романа «Дом с глубоким двором».

## Биография
Ким Вон Иль родился 15 марта 1942 г. в г. Кимхэ провинции Южная Кёнсан.
Ким был ещё ребёнком когда его отец, будучи ярым коммунистом, перебрался на север Корейского полуострова.
Ким Вон Иль был старшим ребёнком в семье и, согласно конфуцианским традициям, должен был исполнять функции главы семьи.
Ким Вон Иль окончил факультет корейской литературы в университете Ённам и литературное отделение института искусств «Сораболь»

## Основные работы
Ким Вон Иль принадлежит к поколению писателей, рассматривавших Корейскую войну и разделение нации как источник всех бед корейского народа. Война и разделение нации привели к разрушению не только общественных, но и семейных связей.
Литературный дебют писателя произошел в 1966 г. с публикации рассказа «Алжир, 1961». однако известность писателю принёс рассказ «Душа тьмы» («Одууме хон»), увидевший свет в 1973 г. Рассказ «Душа тьмы», как и многие другие работы писатели, посвящён теме идеологического противостояния.
Роман «Дом с глубоким двором» (Мадан кипхын чип, 1988) — роман-воспоминание, в котором он описывает картину бедного, голодного детства. Так, литературный критик Ким Джуён в предисловии к роману пишет: «Я прочел роман „Дом с глубоким двором“, и мне сразу вспомнились те годы … то душное, до дурноты, лето начала Корейской войны, вспомнилась голодная, страшная, мрачная осень, весна, лето и следующая осень. Передо мною пронеслись сразу несколько лет. В то время мне было десять, одиннадцать, двенадцать.» По мотивам романа «Дом с глубоким двором» был снят телевизионный сериал с тем же названием.
Сериал транслировался с 8 января 1990 г. по 30 января 1990 г. телеканалом MBC.
Рассказ «Душа тьмы» принадлежит к циклу рассказов, повествующих о событиях, произошедших в конце 1940 годов.
В произведении «Узники души» («Маыме камок», 1990) писатель упоминает роман Анатолия Рыбакова «Дети Арбата». Рассказчик — менеджер маленького издательства, живущий с семье в Сеуле, побывав на Московской международной книжной ярмарке, хочет опубликовать роман «Дети Арбата» быстрее своих конкурентов. основная тема произведения: жизнь современников, «поколения 19 апреля».

### Переводы на русский
- Дом с глубоким двором
- [www.livelib.ru/book/1000944299 Душа тьмы]

### Переводы на другие языки
- Soul of Darkness (англ.)
- Prisons of the Heart (англ.)
- House with a Sunken Courtyard (англ.)
- Das Haus am tiefen Hof (нем.)

## Основные награды
- 1975 Лауреат премии «Современная литература» 제20회 현대문학상
- 1978 Лауреат премии «Корейская проза» 제4회 한국소설문학상
- 1978 Лауреат премии президента Республики Корея в области литературы 대한민국문학상 대통령상
- 1979 Лауреат премии «Корейская творческая литература» 한국창작문학상
- 1984 Лауреат литературной премии имени Ким Донина 제16회 동인문학상
- 1987 Лауреат литературной премии Ёсан 제8회 요산문학상
- 1990 Лауреат Литературной премии имени Ли Сана 제14회 이상문학상
- 1991 Лауреат христианской культурной премии 기독교문화대상
- 1998 Лауреат литературной премии имени Ким Гвансопа 제10회 이산문학상
- 2002 Лауреат литературной премии имени Хван Сунвона 제2회 황순원문학상
- 2005 Литературная премия имени Хан Ёнуна 제20회 만해문학상